# Eutelsat 5 West A
Eutelsat 5 West A (precedentemente chiamato Stellat 5 e poi Atlantic Bird 3), è un satellite televisivo del gruppo Eutelsat Communications (Organizzazione Europea di Satelliti per Telecomunicazioni), con sede a Parigi.

## Storia
A partire dal 1º marzo 2012 il gruppo ha adottato una nuova denominazione dell'intera flotta satellitare, tutti i satelliti del gruppo hanno assunto il nome Eutelsat associato alla propria posizione orbitale e ad una lettera che sta ad indicare l'ordine di arrivo in quella posizione, il satellite Atlantic Bird 3 è diventato quindi Eutelsat 5 West A.

## Ricezione
Il satellite può essere captato in Europa, America settentrionale, Africa, Brasile e nella Penisola araba. La trasmissione è in banda C ed in banda Ku.